# Falso positivo
Em Medicina, falso positivo ocorre ao realizar um exame físico ou um exame complementar em que o resultado indica a presença de uma doença quando na realidade ela não existe. 
No exame físico, a maioria dos falsos positivos deve-se ao fato de que diferentes patologias têm os mesmos sinais ou sintomas e por vezes as hipóteses diagnósticas não são totalmente formuladas.
Nos exames complementares, os falsos positivos podem advir da falta de calibragem dos aparelhos utilizados ou ainda de defeitos da técnica de exame ou da inexperiência do examinador.
| Resultados | Resultados | Patologia                                                        | Patologia                                                     |
| Resultados | Resultados | ausente                                                          | presente                                                      |
| Exame      | negativo   | Verdadeiro negativo (diagnóstico negativo ausência de patologia) | Falso negativo (diagnóstico negativo doença presente)         |
| Exame      | positivo   | Falso positivo (diagnóstico positivo ausência de doença)         | Verdadeiro positivo (diagnóstico positivo patologia presente) |

Em estatística, falso positivo refere-se ao erro do tipo I.